# Inverz agonista

Válaszgörbék teljes, részleges agonista, semleges antagonista és inverz agonista esetén

Az inverz agonista az agonistával azonos receptorhoz kötődő, de azzal ellentétes farmakológiai választ okozó szer.
A semleges antagonista nem aktív agonista vagy inverz agonista hiányában, de ezek bármelyikét blokkolhatja; ezért néha blokkolóknak is nevezik (például alfa-blokkolók, béta-blokkolók, kalciumcsatorna-blokkolók). Az inverz agonisták az agonistákkal ellentétes hatásúak, de bármelyikük hatását blokkolhatják antagonisták.
Az inverzagonista-válasz feltétele, hogy a receptornak összetételi (belső, alap) aktivitással kell rendelkeznie ligandum hiányában. Az agonista a receptor aktivitását e fölé emeli, az inverz agonista ez alá csökkenti.
A teljes agonista hatékonysága definíció szerint 100%, a semleges antagonistáé 0%, az inverz agonistáé 0% alatti (negatív).

## Példák
Azonosított inverz agonistákkal rendelkező receptorok például a GABAA-, a melanokortin-, a μ-opioid-, a hisztamin- és a β-adrenerg-receptorok. Endogén és exogén inverz agonisták is ismertek, valamint ligandumkapus ioncsatornák és G-protein-kapcsolt receptorok inverz agonista gyógyszerei is.

### Ligandumkötöttioncsatorna-inverzagonisták
Példák alap aktivitással rendelkező, azonosított inverz agonistákkal rendelkező receptorhelyre a GABAA-receptor. A GABAA-receptorok agonistái, például a muszcimol nyugtató, inverz agonistái serkentő (például a Ro15-4513) vagy akár konvulzív és anxiogén (egyes β-karbolinok) hatásúak lehetnek.

### G-proteinhez kapcsolt receptorok inverz agonistái

#### Endogén példák
Két ismert endogén inverz agonista az aguti-kapcsolt peptid (AgRP) és jelzőfehérjéje, az aguti-jelzőpeptid (ASIP). Az AgRP és az ASIP emberben természetesen is előfordul, és a 4-es, illetve az 1-es melanokortin-receptorokat (Mc4R és Mc1R) kötik nanomoláros affinitással.

#### Exogén példák
Az opioid-antagonista naloxon és naltrexon az opioid nélküli μ-opioid-receptorok semleges antagonistái, de opioid, például morfin kötésekor inverz agonisták. A 6α-naltrexo, 6β-naltrexol, 6β-naloxol és 6β-naltrexamin opioidkötéstől függetlenül semleges antagonisták, és a naloxonnál és naltrexonnál kisebb visszaesést okoztak.
A H1- és H2-receptoron ható legtöbb antihisztamin inverz agonista.
A karvedilol és a bucindolol alacsony mértékben a béta-adrenoceptorok inverz agonistái.

## Hatásmechanizmus

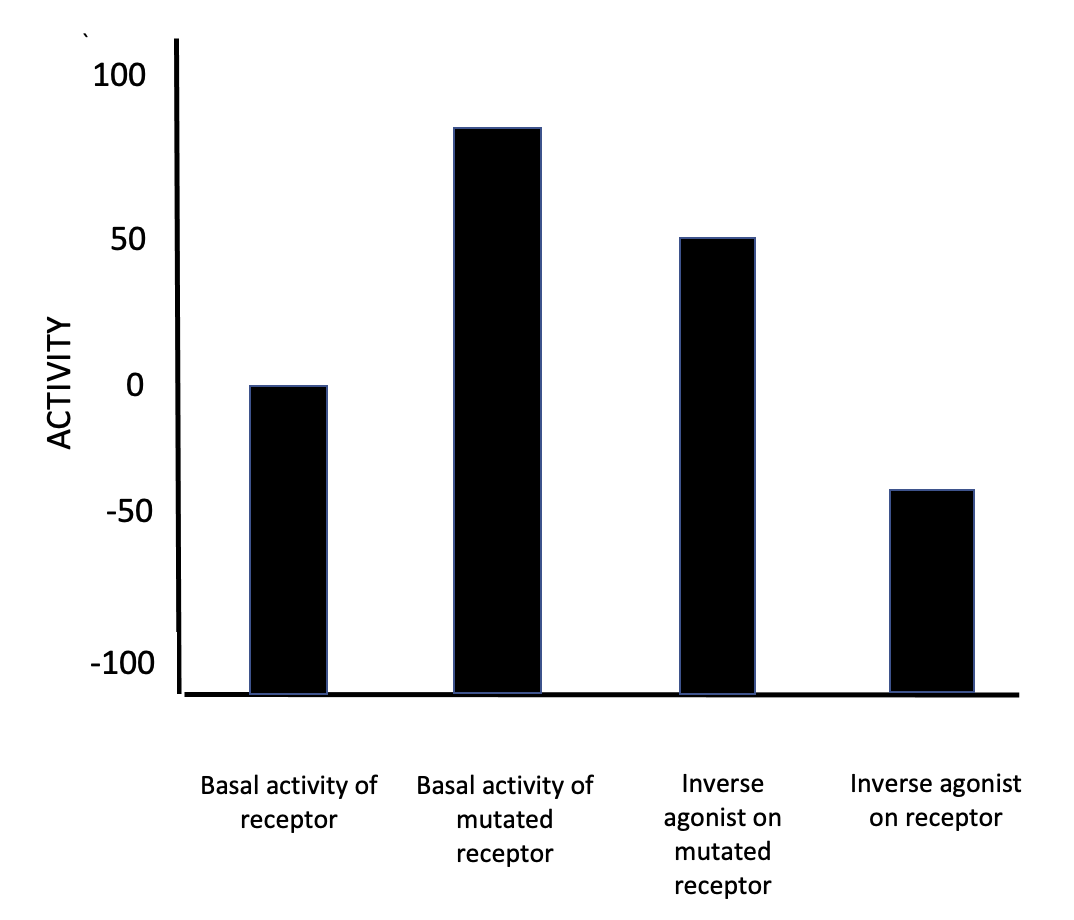
Példa a belső aktivitás változásaira mutációk és inverz agonista jelenlétének függvényében (ha az inverz agonista azonos affinitással köti a normál és a mutált receptort)

Az agonistákhoz hasonlóan az inverz agonisták is saját több tényezőtől, például az inverz agonista és a receptor típusától, a receptor mutációjától, a kötésaffinitástól és a hatás populáción alapuló lefolyásától függő módjukon indukálnak farmakológiai és fiziológiai választ. Így széles aktivitásspektrumot mutatnak a belső aktivitás alatt. A receptorok belső aktivitásának változása a ligandumok, például az inverz agoisták hatását is befolyásolja.
Mechanisztikus modelleket is létrehoztak arról, hogyan indukálják az inverz agonisták válaszukat G-proteinhez kapcsolt receptorokon (GPCR). Számos inverzagonista-típus az alábbi mechanizmust mutatja:
A kibővített hármaskomplex-modellen alapuló mechanizmus szemben áll azon elképzeléssel, miszerint az inverz agonisták a receptort aktív állapotból inaktívba váltják konformációs változtatással. E modell szerint a GPCR-ek aktív és inaktív állapotok kontinuumában létezhetnek ligandum hiányában. Az inverz agonisták stabilizálják az inaktív állapotokat, csökkentve az agonistafüggetlen aktivitást. Azonban az összetételileg aktív mutáns GPCR-ek létrehozása megváltoztatja belső aktivitásukat. Így az inverz agonista által okozott hatás függ a receptor alap aktivitásától, feltéve, hogy az inverz agonista affinitása azonos.

## Fordítás
Ez a szócikk részben vagy egészben  az   Inverse agonist című angol Wikipédia-szócikk ezen változatának fordításán alapul.  Az eredeti cikk szerkesztőit annak laptörténete sorolja fel. Ez a jelzés csupán a megfogalmazás eredetét és a szerzői jogokat jelzi, nem szolgál a cikkben szereplő információk forrásmegjelöléseként.